# Чемпионат Чили по волейболу среди женщин
Чемпионат Чили по волейболу среди женщин — ежегодное соревнование женских волейбольных команд Чили. 
Соревнования проводятся трёх дивизионах — сериях А1, А2 и А3. С 2004 организатором является Волейбольная лига Чили (Liga Chilena de Voleibol — LCV), являющаяся структурным подразделением Федерации волейбола Чили (Federacion del Voleibol Chile — FEVOCHI).    

## Формула соревнований
Чемпионат 2024/2025 проходил в ноябре 2024—январе 2025 в два этапа — предварительный и плей-офф. На предварительной стадии 10 команд играли в два круга. 8 лучших вышли в плей-офф и далее определили двух финалистов, разыгравших первенство. Серии плей-офф состояли из двух матчей (в случае равенства побед победителем в паре выходила команда, набравшая большее количество очков, пр равенстве и этого показателя был предусмотрел «золотой» сет).
За победы со счётом 3:0 и 3:1 команды получали по 3 очка, за победу 3:2 — 2, за поражение 2:3 — 1 очко, за поражения 0:3 и 1:3 очки не начислялись. 
В чемпионате участвовало 10 команд: «Ла-Пинтана» (Сантьяго), «Бостон Колледж» (Сантьяго), «Коло-Коло» (Сантьяго), «Мурано» (Сантьяго), «Универсидад де Консепсьон» (Консепсьон), «Эксельсиор» (Сантьяго), «Стадио Итальяно» (Сантьяго), «Купаль» (Ранкагуа), «Депортиво Алеман» (Сан-Педро-де-ла-Пас), молодёжная сборная Чили. Чемпионский титул выиграла команда «Бостон Колледж», победившая в финальной серии команду «Ла-Пинтана» 3:0, 2:3. 3-е места заняла «Мурано».

## Чемпионы LCV
- 2004 «Универсидад Католика» Сантьяго
- 2005 «Универсидад Католика» Сантьяго
- 2006 «Универсидад Католика» Сантьяго
- 2007 «Мунисипаль Нуньоа» Сантьяго
- 2008 «Универсидад Католика» Сантьяго
- 2009 «Универсидад Католика» Сантьяго
- 2010 «Универсидад Католика» Сантьяго
- 2011 «Универсидад Католика» Сантьяго
- 2012 «Бостон Колледж» Сантьяго
- 2013 «Бостон Колледж» Сантьяго
- 2014 «Бостон Колледж» Сантьяго
- 2015 «Бостон Колледж» Сантьяго
- 2016 «Бостон Колледж» Сантьяго
- 2017 «Бостон Колледж» Сантьяго
- 2018 «Бостон Колледж» Сантьяго
- 2019 «Бостон Колледж» Сантьяго
- 2020 чемпионат отменён
- 2021 «Бостон Колледж» Сантьяго
- 2022 «Бостон Колледж» Сантьяго
- 2023/24 «Мурано» Сантьяго
- 2024/25 «Бостон Колледж» Сантьяго